# Typhoon (videojuego)
A Jax (エー・ジャックス?) eventualmente fue renombrado como A-Jax es un videojuego de matamarcianos con scroll vertical de Konami publicado originalmente como arcade en diciembre de 1987. Similar a Contra es de "Gryzor" Hubo un lanzamiento europeo del juego llamado Typhoon, fue el nombre usado para los puertos de ZX Spectrum, Amstrad CPC y Commodore 64 de Imagine Software.